# Potamogeton compressus
Potamot à tiges comprimées, Potamot aplati, Potamot comprimé, Potamot compressé
Espèce
Potamogeton compressus, le Potamot à tiges comprimées, Potamot aplati, Potamot compressé ou Potamot comprimé, est une espèce de plantes à fleurs herbacées aquatiques de la famille des Potamogetonaceae, présente dans la partie nord de l'Eurasie.

## Description

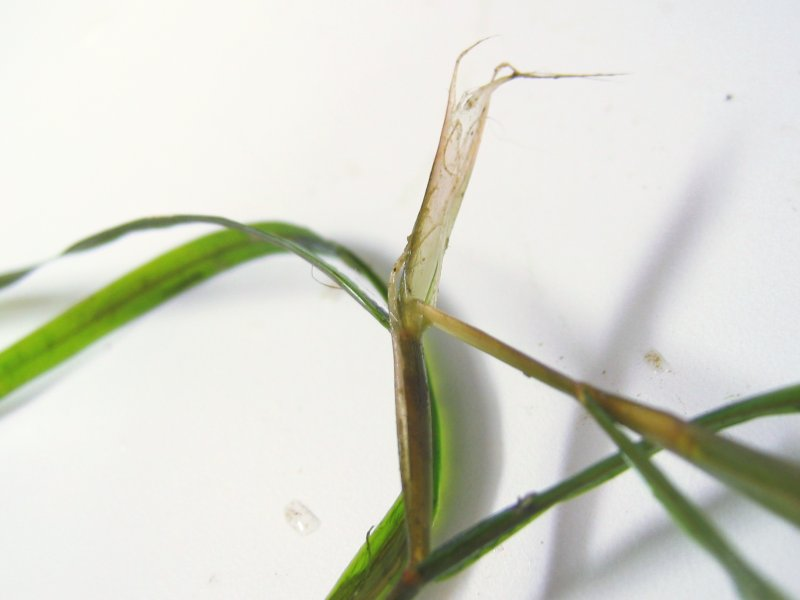
Tige feuillée.

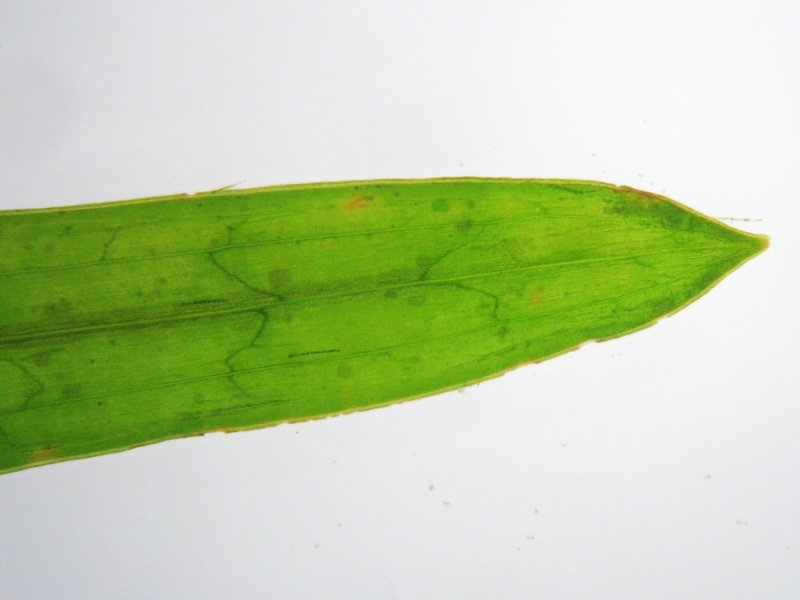
Détail d'une feuille.

Ce sont des plantes annuelles submergées dans l'eau douce, sans rhizome. Les tiges sont densément ramifiées, les entre-nœuds légèrement à fortement comprimés, larges de 1,2 à 3,5 mm ; il n'y a pas de glandes nodales ; les turions sont axillaires ou terminaux, raccourcis en forme de pousses, feuillus. Les stipules sont axillaires, convolutées, longues de 1 à 1,8 cm, translucides, souvent fibreuses-persistantes à l'apex. Les feuilles sont sessiles, linéaires, longues de 5 à 15 cm et larges de 2,4 à 4,8 mm, possédant entre trois et cinq nervures avec 12 à 32 sclérenchymes faibles mais visibles, avec des rangées étroites de lacunes bordant la nervure médiane, la base étroitement cunéiforme, l'apex subaigu à arrondi et mucroné.

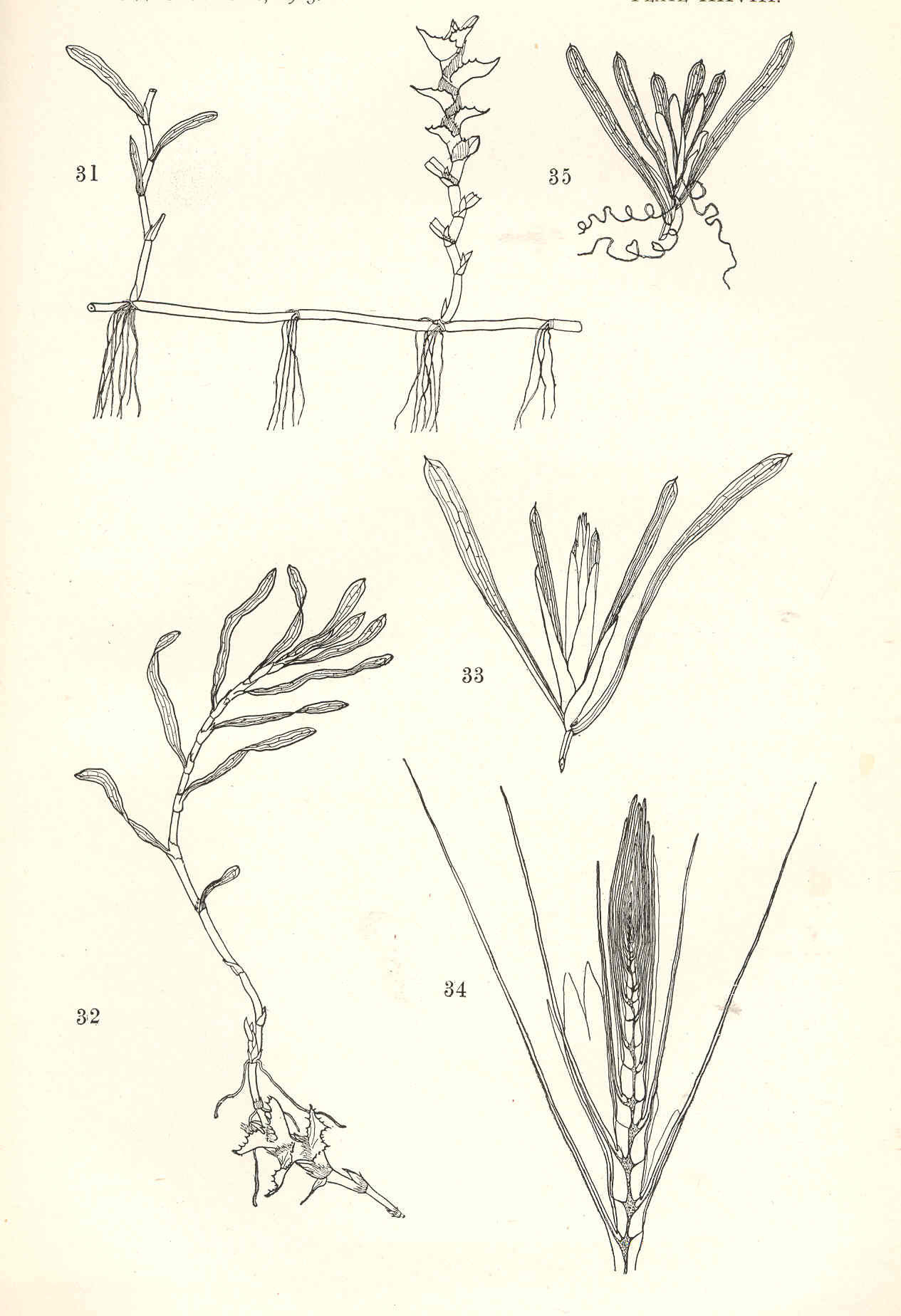
Illustration botanique (31-32 : Potamogeton crispus, 33-35 : P. compressus P. zosterifolius, 34 : épi).

Les inflorescences sont des épis longs de 1,6 à 3,3 cm, en quatre à sept verticilles de fleurs opposées, contigus, cylindriques ; les pédoncules mesurent 2,5 à 6 cm de long. Les carpelles sont généralement au nombre de deux. Le fruit est sub-arrondi, long de 3,4 à 4,6 mm, avec une carène abaxiale distincte et un bec légèrement incurvé vers l'arrière. La floraison et la fructification ont lieu entre juillet et septembre. La diploïdie est de 2n = 26.
L'espèce peut être confondue avec Potamogeton mandschuriensis.

## Habitat et répartition

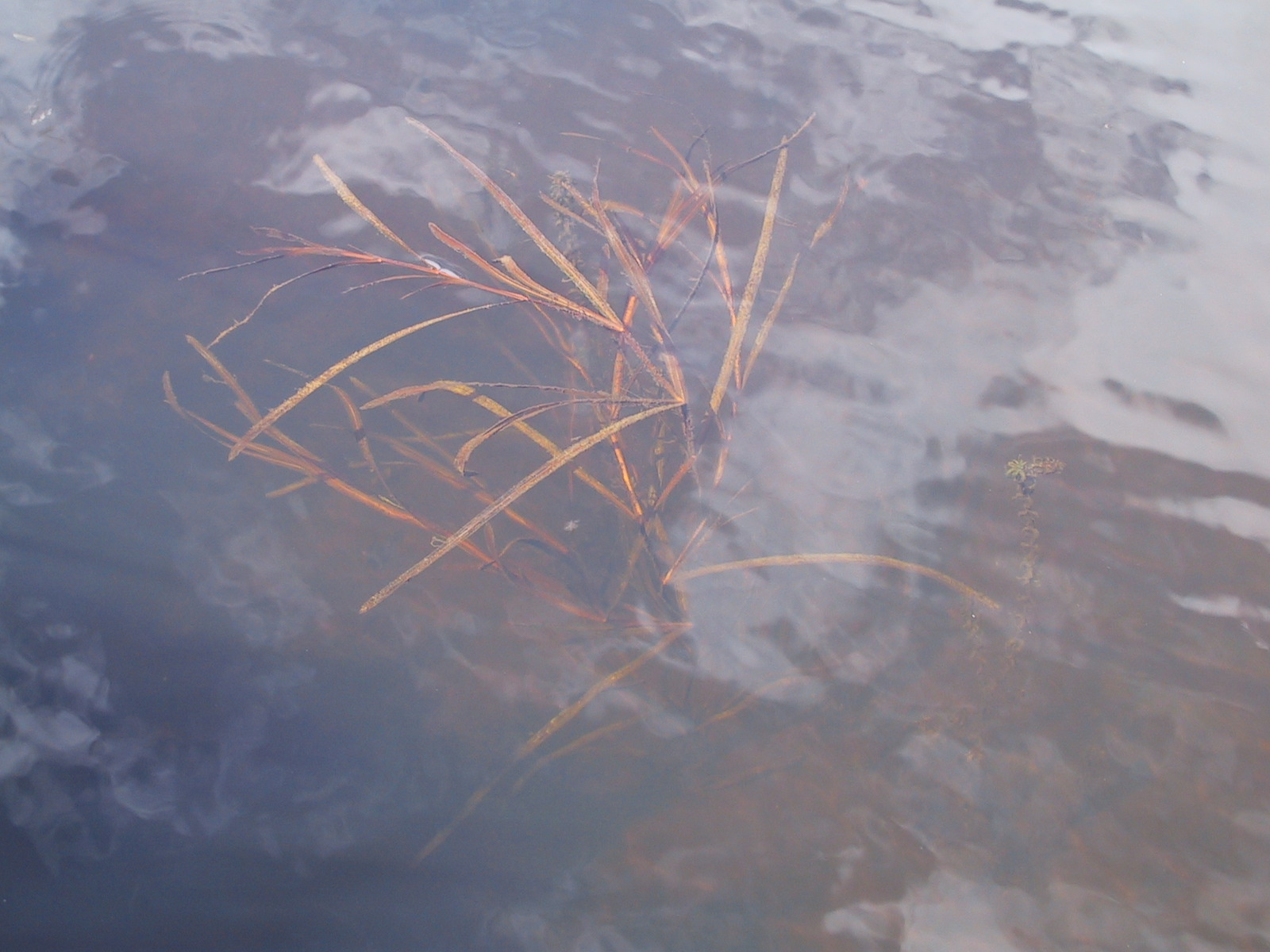
Potamogeton compressus submergé.

Cette espèce est répandue dans les lacs, étangs et canaux des régions boréales et tempérées de l'Eurasie (paléarctique), à l'ouest jusqu'en Espagne, à l'est jusqu'au Japon et au Kamtchatka, au nord jusqu'aux îles arctiques, au sud jusqu'en Grèce et en Chine.
Elle forme en France une combinaison caractéristique du Ceratophyllo demersi-Potametum compressi Doll ex H. Passarge 1996 et c'est une espèce indicatrice des plans d'eau eutrophes avec végétation enracinée avec ou sans feuilles flottantes.

## Systématique
Le nom correct complet (avec auteur) de ce taxon est Potamogeton compressus L., validement publié en 1753 par le naturaliste suédois Carl von Linné, dans son ouvrage fondateur de la nomenclature botanique moderne Species Plantarum.
Ce taxon porte en français les noms vulgaires de « Potamot à tiges comprimées,, » (ou « Potamot à tige comprimée »), « Potamot aplati, », « Potamot comprimé,, » et « Potamot compressé ».
Potamogeton compressus a pour synonymes :
- Potamogeton acutifolius f. major (Fieber) Rchb., 1845[2]
- Potamogeton acutifolius Hornem., 1822[3]
- Potamogeton acutifolius Hornem., 1832, nom. illeg.[2]
- Potamogeton acutifolius var. major Fieber, 1838[2]
- Potamogeton complanatus Willd., 1809[2],[3]
- Potamogeton compressus var. acutus Schltdl., 1823[2]
- Potamogeton compressus var. dimidius Crép., 1864[2]
- Potamogeton compressus var. obtusus Schltdl., 1823[2]
- Potamogeton crispus var. major Gray, 1821 publ. 1822[2]
- Potamogeton crispus var. oppositifolius Gray, 1821 publ. 1822[2]
- Potamogeton cuspidatus Schrad., 1824[2],[3]
- Potamogeton laticaule Wahlenb., 1824[3]
- Potamogeton monoginus Miki, 1937, pas de description en latin[2]
- Potamogeton reflexus A.Benn., 1892[2]
- Potamogeton zosterifolius f. magnus Tiselius, 1895[2]
- Potamogeton zosterifolius f. selenocarpus Hagstr., 1916[2]
- Potamogeton zosterifolius Schumach., 1801[1],[2],[3]
- Potamogeton zosterifolius var. americanus A.Benn., 1924[2]
- Potamogeton zosterifolius var. minor Hook., 1838[2]
- Potamogeton zosterophyllus Dumort., 1827[2]
- Spirillus zosterifolius (Schumach.) Nieuwl., 1913[2]

## Menaces et conservation
Potamogeton compressus est inscrite sur la Liste rouge européenne des espèces menacées avec le statut « données insuffisantes ». C'est une « espèce vulnérable » (VU) à l'échelle de la France métropolitaine, où elle est protégée. Plus localement, elle est « en danger critique d'extinction » (CR) en Lorraine, Bourgogne, Franche-Comté, « en danger » (EN) en Champagne-Ardenne et « vulnérable » (VU) en Basse-Normandie et en Alsace.